# Корея под японско владичество
Корея под японско управление (още се среща като Корея под японско владичество) е кулминацията на процес, който започва с Японско-корейския мирен договор от 1876 г.
Според договора, сложна коалиция от правителствени, военни и бизнес служители се опитва да интегрира Корея, политически и икономически, в Японската империя, първо като протеторат през 1905 г. (Японско-корейски мирен договор от 1905), а после официално Корея бива присъединена към Японската империя през 1910 г. (Японско-корейски мирен договор от 1910). Япония слага край на династията Чосон и Корея официално става неразделна част от Япония. Японското управление приключва през 1945 г. През 1965 г. предишните договори от 1905 г. и 1910 г. са обявени за „невалидни“ с Договора за базови отношения между Япония и Република Корея.
Япония продължава администрацията над корейския народ до поражението на Япония в края на Втората световна война, по което време Корея става независима държава, макар и разделена на две политически правителства и икономически системи (Северна и Южна Корея).
Модернизацията и индустриализацията на японците доведени до Корейския полуостров продължава да бъде предмет на спор между двете Кореи и Япония.

## Японско-корейски мирен договор от 1910
През май 1910 г., военният министър на Япония, Тераучи Масатаке се заема със задачата да финализира японския контрол над Корея след последните договори (Японско-корейския мирен договор от 1904 и Японско-корейския мирен договор от 1907 г.), които правят Корея протекторат на Япония и установяват японската хегемония над корейската политика. На 22 август 1910, Япония ефективно присъединява Корея с Японско-корейския мирен договор от 1910 г. подписан от министър-председателя на Корея, И Уаньонг и Тераучи Масатаке, който става първия генерал-губернатор на Корея.
Договорът влиза в сила още същия ден и бива публикуван една седмица по-късно. Договорът гласи:
- Член 1-ви: Негово Величество Императора на Корея предоставя напълно и определено целия си суверинитет над цялата Корейска територия на Негово Величество Императора на Япония
- Член 2-ри:Негово Величество Императора на Япония приема предоставения суверинитет споменат в предишния член и се съгласява да присъедини Корея към Японската империя

През 1965 г. и договора за протекторат и този за присъединяване на Корея биват обявени за невалидни, защото и двата договора се подписват под заплахата за насилие, и заради факта, че Корейския император, чието съгласие се изисква за финализирането на какъвто и да е бил документ или дипломатическо споразумение според корейския закон от този период, отказва да подпише и двата договора.
Този период е също познат като Ера на военното полицейско управление (1910 – 1919), през който полицията има правомощия да управлява цялата страна. Япония контролира медиите, закона, както и правителството чрез физическа сила и регулация.

## Промяна на корейската култура под японско управление

### Цензура на вестниците
През 1907 г. японското правителство прокарва закона за вестниците, който ефективно предотвратява публикуването на местни вестници. Единственият вестник на корейски език Техан Мейл Синбо (大韓每日新報) продължава да се издава, защото собственикът му е чужденец известен с името Ърнест Бетел. През първото десетилетие на колониално управление, въпреки че няма нито един вестник, притежаван от корейци, постоянно се печатат и издават нови книги и списания. През 1920 г. законите за цензура се облечкчават, и през 1932 г. Япония елиминира двойния стандарт, който прави публикуването на корейски значително по-трудно от това на японски. Въпреки че законите са облекчени, правителството спира работата на вестници без предупреждение: съществуват над 1000 записани случая на спрени вестници в периода между 1920 до 1939. Отмяна на правата за публикуване се случва сравнително рядко, и само три списания губят правата си през целия колониален период. През 1940 г., войната в Тихия океан увеличава интезитета си, което води до Япония да спре отново издаването на всички всички вестници на корейски език.

## Наследство

### Принудително работещи корейци и „жени-утешителки“
По време на Втората световна война около 450 000 корейски мъже биват принудително изпратени в Япония. Жените-утешителки, които служат в японските военни лагери като сексуални робини, идват от всички краища на японската империя. Техният брой начислява 10 000 до 200 000 и те включват незнаен брой корейци. Въпреки това корейските мъже служещи в японската армия също се възползват от тези жени по същия начин както и японците през Втората световна война. Жените-утешителки често биват наемани на работа от селските райони, с обещанието за работа във фабрика; в бизнес архивите, много често от корейски компания, те са погрешно обозначени като медицински сестри или секретарки. Съществува доказателство, че японското правителство умишлено унищожава официалните архиви свързани с жените-утешителки.
През 2002 г., Южна Корея започва разследване на японските сътрудници. Част от разследването приключва през 2006 г. и листа с имената на личностите, които печелят от експлоатацията на съграждани корейци бива публикуван. Сътрудниците не само печелят от експлоатацията на собствените си съграждани, но техните деца също печелят като заплащат висшето си образование с парите от експлоатацията, които натрупват.

### Корейци в Станция 731
Корейци, заедно с много други азиатци, биват използвани за експерименти на Станция 731, тайна военна станция за медицински експерименти през Втората световна война. Жертвите, които умират в лагера включват поне 25 жертви от бившия Съветски съюз и Корея.

### Дискриминация на корейските пациенти с проказа от Япония
Колониална Корея е предмет на същите закони за превенция на проказата от 1907 г. и 1931 г. като Японските острови. Тези закони пряко и косвено разрешават сегрегацията на пациенти в саниториумите, където насилствени аборти и стерилизация са често извършвани. Законите ауторизират наказанието на пациенти „нарушаващи спокойствието“, тъй като повечето японски доктори смятат, че проказата е наследствена. В Корея, много от пациентите с проказа са подложени на принудителен труд.
С края на японското колониално управление, пациентите с проказа се реинтегрират в корейското общество. Например, японците забраняват корейски танц, който имитира смешният начин на ходене на хората с проказа. След Корейската независимост, този популярен танц е възстановен.